# Enzo Sellerio
Enzo Sellerio (né le 25 février 1924 à Palerme et mort le 22 février 2012  dans la même ville) est un photographe, éditeur et collectionneur italien.

## Biographie
Né à Palerme d'un père italien et d'une mère russe, Enzo Sellerio étudie puis enseigne le droit à l'université de Palerme.
Il devient photographe en 1952, année où il remporte le premier prix à un concours régional de photographie.
En 1962, il réalise un film sur le peuple allemand : Mit offenen Augen.
Au milieu des années 1960, il travaille pour les magazines Vogue et Fortune.
Par la suite, Enzo Sellerio se reconvertit dans l'édition et en 1969 il lance les éditions Sellerio avec sa femme Elvira et Leonardo Sciascia.
Il est mort à Palerme le 22 février 2012 à l'âge de 87 ans.

## Publications
- Palermo: Porträt einer Stadt. Special issue of Du (Zurich), 1961.
- Castelli e monasteri. Palermo, 1968.
- Inventario siciliano. Palermo: Sellerio, 1977.
- Enzo Sellerio ("I grandi fotografi"). Milan: Fabbri, 1983.
- Persone. Florence: Passigli, 1990.
- Enzo Sellerio fotografo ed editore, ed. Roberta Valtorta. Verona: WAP, 1991.
- Fotografo in Sicilia. Arti Grafiche Friulane, 1996.  (ISBN 88-86550-21-9)
- A Photographer in Sicily, trans. Guido Waldman. London: Harvill, 1996.  (ISBN 1-86046-055-0)
- Fotografie 1950-1989. Milan: Motta, 2000.  (ISBN 88-7179-236-X)
- Milloss al Massimo. Milan: Motta, 2000.  (ISBN 88-7179-248-3) The work of the choreographer Aurel M. Milloss at Teatro Massimo.
- Per volontà o per caso. Florence: Edizioni della Meridiana, 2004.  (ISBN 88-87478-90-2)